# Allt jag har nu jag bringar till dig
Allt jag har nu jag bringar till dig är en körsång från 1888 med text och musik av Herbert Booth.

## Publicerad i
- Frälsningsarméns sångbok 1968 som nr 79 i kördelen under rubriken "Helgelse".
- Frälsningsarméns sångbok 1990 som nr 788 under rubriken "Helgelse".